# San Martino Buon Albergo
San Martino Buon Albergo – miejscowość i gmina we Włoszech, w regionie Wenecja Euganejska, w prowincji Werona.
Według danych na rok 2004 gminę zamieszkiwało 13 087 osób, 373,9 os./km².